# Jocs Asiàtics de 1966
Els Jocs Asiàtics de 1966 es van celebrar del 9 de desembre al 20 de desembre de 1966 a Bangkok, Tailàndia.
Taiwan i Israel retornaren als Jocs Asiàtics, revertint la previsió presa a Indonèsia a l'edició anterior dels Jocs. En aquesta edició debutà el voleibol femení.

## Esports
| - Atletisme - Bàdminton - Basquetbol - Boxa - Ciclisme - Futbol - Hoquei sobre herba | - Tir olímpic - Natació - Tennis de taula - Tennis - Voleibol - Halterofília - Lluita |

## Medaller
| Posició | País          | Or  | Argent | Bronze | Total |
| 1       | Japó          | 78  | 53     | 33     | 164   |
| 2       | Corea del Sud | 12  | 18     | 21     | 51    |
| 3       | Tailàndia     | 12  | 14     | 11     | 37    |
| 4       | Malàisia      | 7   | 5      | 6      | 18    |
| 5       | Índia         | 7   | 4      | 11     | 22    |
| 6       | Indonèsia     | 7   | 4      | 10     | 21    |
| 7       | Iran          | 6   | 8      | 17     | 31    |
| 8       | Taiwan        | 5   | 9      | 10     | 24    |
| 9       | Israel        | 3   | 5      | 3      | 11    |
| 10      | Filipines     | 2   | 15     | 25     | 42    |
| 11      | Pakistan      | 2   | 4      | 2      | 8     |
| 12      | Burma         | 1   | 0      | 4      | 5     |
| 13      | Singapur      | 0   | 5      | 7      | 12    |
| 14      | South Vietnam | 0   | 1      | 2      | 3     |
| 15      | Ceylon        | 0   | 0      | 4      | 4     |
| 16      | Hong Kong     | 0   | 0      | 1      | 1     |
| Total   | Total         | 142 | 145    | 167    | 454   |

## Instal·lacions

### Complex Esportiu Nacional
- Estadi Suphachalasai (Cerimònies d'obertura i clausura, Atletisme i Futbol)
- Gimnàs Chantanayingyong (Voleibol)
- Estadi Dhephatsadin (Hoquei)
- Pavelló Nimibutr (Basquetbol)
- Estadi de Tennis (Tennis)
- Piscina Wisutarom (Salts, Natació)

### Complex Esportiu de l'Autoritat de l'Esport de Tailàndia (Hua Mark)
- Pavelló (Bàdminton i Boxa)
- Camp de tir (Tir)
- Velòdrom (Ciclisme)

### Complex Esportiu de la Universitat de Chulalongkorn
- Estadi de Chula (Futbol)
- Pavelló de la Unió d'Estudiants de Chula (Tennis de taula)
- Piscina de Chula (Waterpolo)

### Universitat de Thammasat (Centre Thaprachan)
- Gimnàs Thammasat (Voleibol)

### Altres seus aBangkok
- Pavelló Cultural (Halterofília)
- Pavelló Jardí d'Amporn (Lluita)